# フェア島

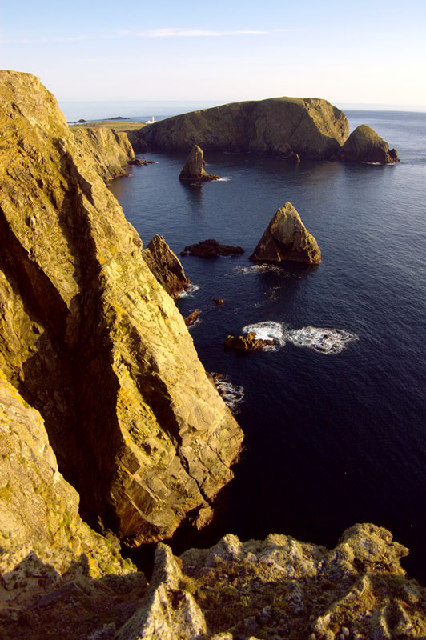
島西岸の断崖

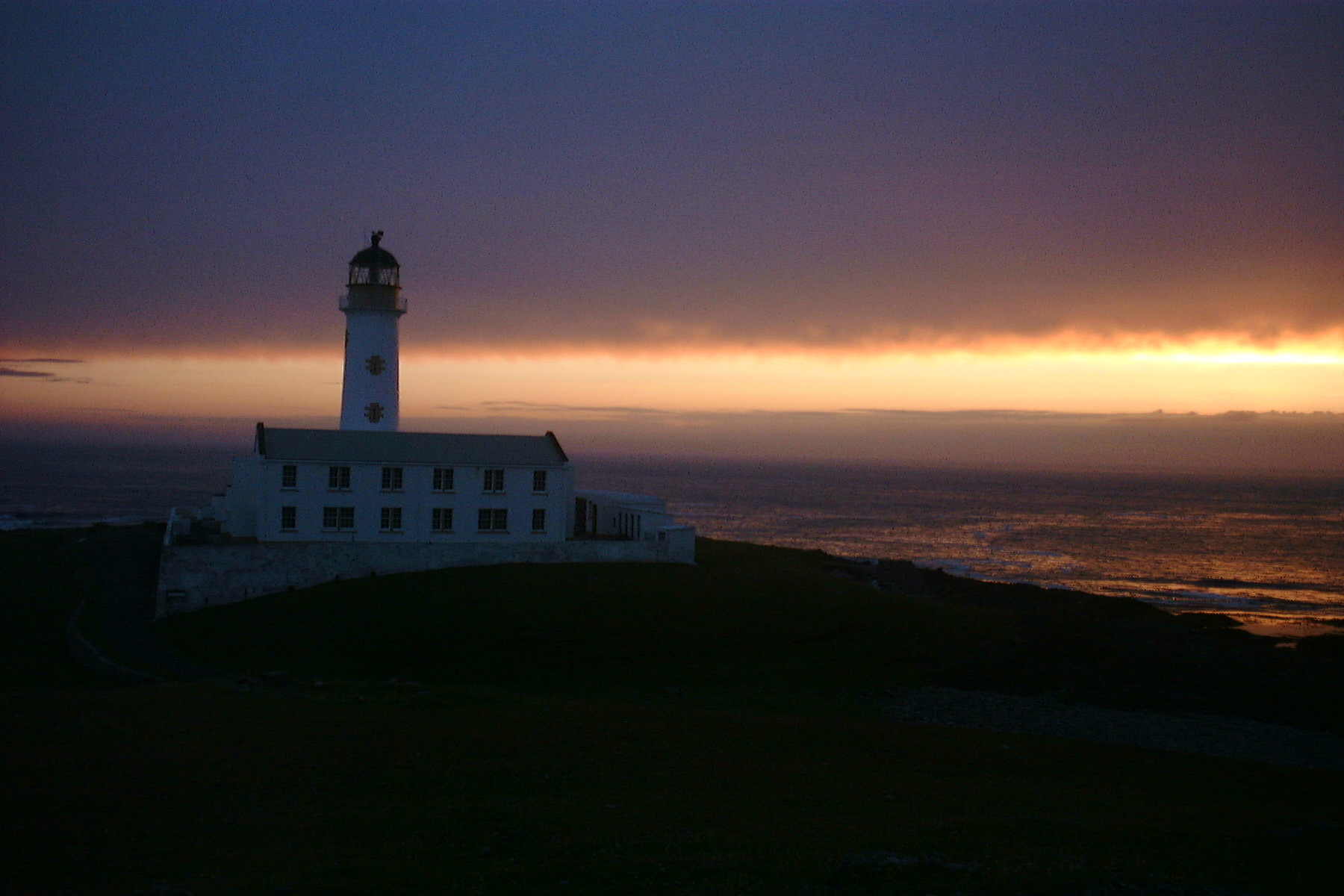
日没時の島南部の灯台

フェア島 （英語: Fair Isle, ノース語で羊の島を意味するFrjóeyに由来する）は、シェトランド諸島を構成する島の一つ。オークニー諸島とシェトランド諸島の間に浮かぶ孤島である。最長4.8 km、幅2.4 km、面積5.61 km2の小さな島である。メインランド島のサンバラ岬から南西40 km離れている。オークニー諸島のノース・ロナルドセー島の方に近いが、フェア島は行政上シェトランド諸島の一部である。
70人ほどの島民のほとんどが、クロフツと呼ばれる島の南半分に暮らす。北半分は岩がちな荒れ地である。西岸は200メートル以上の高さの切り立った断崖が続く。人口は、1900年頃に400人を数えて以降、ゆっくりと減少している。島にはパブもレストランもないが、小学校が1校ある。11歳になったあと、子供たちはシェトランド諸島の州都ラーウィックにある学校へ入学するため島を離れなければならない。
フェア島は鉄器時代から定住者がいた。島から産出される資源は欠けているものの、豊かな漁場が近かったためである。島は渡り鳥の野鳥保護区とされている。多くの希少種が島で見ることができ、スズメ目セキレイ科やマキノセンニュウ、スズメ目ウグイス科が見られる。
1588年8月20日、無敵艦隊の旗艦エル・グラン・グリフォンが島の小さな入り江で難破した。300名の乗員は6週間も島民と暮らした。船の残骸は、1970年に発見された。
島は1954年に、野鳥保護所の設立者ジョージ・ウォーターソンからナショナル・トラスト・フォー・スコットランドが買い上げた。

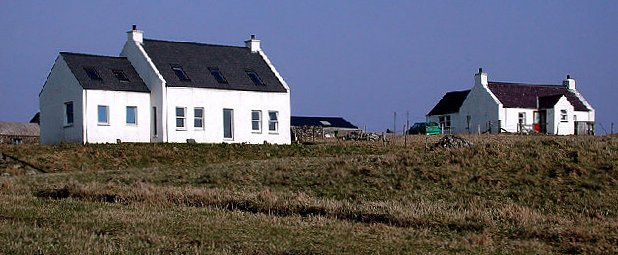
フェア島の家々

フェア島は有名なニット『フェア・アイル』の産地である。このフェア・アイルの手編みは、島の女性の重要な収入源である。島の男性の第一の仕事は農業である。
1982年より、島の三分の二は風力発電で電力をまかない、残りはディーゼル発電を行っている。
2004年1月29日、フェア島は『フェアトレードの町』の地位を与えられた。

## 交通
- フェア・アイル空港  - ラーウィックと島をつなぐ

その他、シェトランド諸島とをつなぐフェリーがある。